# توری هولوگرافی
توری هولوگرافی نوعی از یک توری پراش است که توسط یک میدان تداخلی ناشی از دو پرتو لیزر تشکیل شده‌است. اگر چه روش‌های جدید شیار زنی به وسیله کنترل طول تداخل، کیفیت توری‌های شیاردار را بسیار بهبود بخشیده‌اند، اما همچنان کارآمدترین روش تولید توری‌های کاملاً عاری از شبح (بیشینه‌های ناخواسته ناشی از انحراف‌های جزئی فاصله بین شیارها) با کمک هولوگرافی (هولوگرافی بازگشت تصویر دو بعدی از یک تصویر سه بعدی است) است.

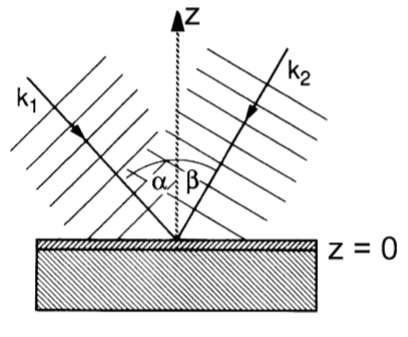
نحوه تغییر شاخصه‌های پرتو پس از برخورد به توری بازتابی

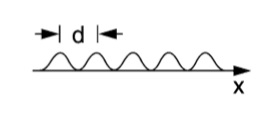
نمایی از شیارهای یک توری بازتابی هولوگرافی

یک لایه حساس به نور روی سطح خام توری در صفحه (x , y) به وسیله دو موج تخت همدوس با بردارهای موج {\displaystyle k_{1}} و {\displaystyle k_{2}} تحت تابش قرار می‌گیرد، که زوایای نسبت به عمود بر سطح اندازه‌گیری می‌شوند.توزیع شدت برهم نهی در صفحه Z=۰ یک لایه نوری از نوارهای روشن و تاریک موازی با هم تشکیل داده و یک توری ایده‌آل روی لایه چاپ خواهد کرد که پس از ظهور مرئی می‌شود. ثابت توری به صورت زیر است:
{\displaystyle {\frac {\frac {\lambda }{2}}{\sin \alpha +\sin \beta }}=d}
که در آن λ طول موج پرتوی فرودی، d فاصله بین شیارهای مجاور، {\displaystyle \alpha } زاویه پرتوی فرودی و {\displaystyle \beta } زاویه پرتوی بازتابی است. چنین توری‌های هولوگرافی ذاتاً فاقد شبح هستند. با اینحال بازتابندگی R آن‌ها از بازتابندگی توری‌های شیاردار کمتر بوده و علاوه بر این شدیداً به قطبش موج فرودی وابسته‌اند. این مسئله ناشی از این واقعیت است که شیارهای تولید شده به روش هولوگرافی دیگر تخت نیستند بلکه سطحی سینوسی داشته و زاویه برافروزش (زاویه بین عمود بر سطح شیار و عمود بر سطح توری) روی هر شیار نیز تغییر می‌کند.

## شبح‌های توری
انحراف‌های جزئی فاصله d بین شیارهای مجاور، ناشی از بی دقتی در حین فرایند شیار زنی، ممکن است منجر به تداخل سازنده بخشی از توری برای طول موج‌های غلط شود. چنین بیشینه‌های ناخواسته ای، که برای یک زاویه معلوم فرودی در راستاهای غلط رخ می‌دهد، به شبح‌های توری معروف است. اگرچه شدت این شبح‌ها معمولاً بسیار کم است، تابش فرودی پر شدت در طول موج {\displaystyle \lambda _{i}} ممکن است باعث ایجاد شبح‌هایی با شدت‌های قابل مقایسه با شدت دیگر خطوط ضعیف در طیف شود. این مسئله مخصوصاً در طیف نگاری لیزری وقتی که نور شدیدی در طول موج لیزری به شکاف ورودی تکفام ساز برسد، جدی است.